# Santa Cristina (Lagune von Venedig)
Santa Cristina ist eine Insel  in der Lagune von Venedig, nordöstlich von Torcello. Ihr Name leitet sich von der Heiligen ab, deren sterbliche Überreste 1252 aus Konstantinopel entwendet wurden und die hier 1325 in der San Marco gewidmeten Kirche ihre letzte Ruhestätte fanden (bis 1432).

## Geographie

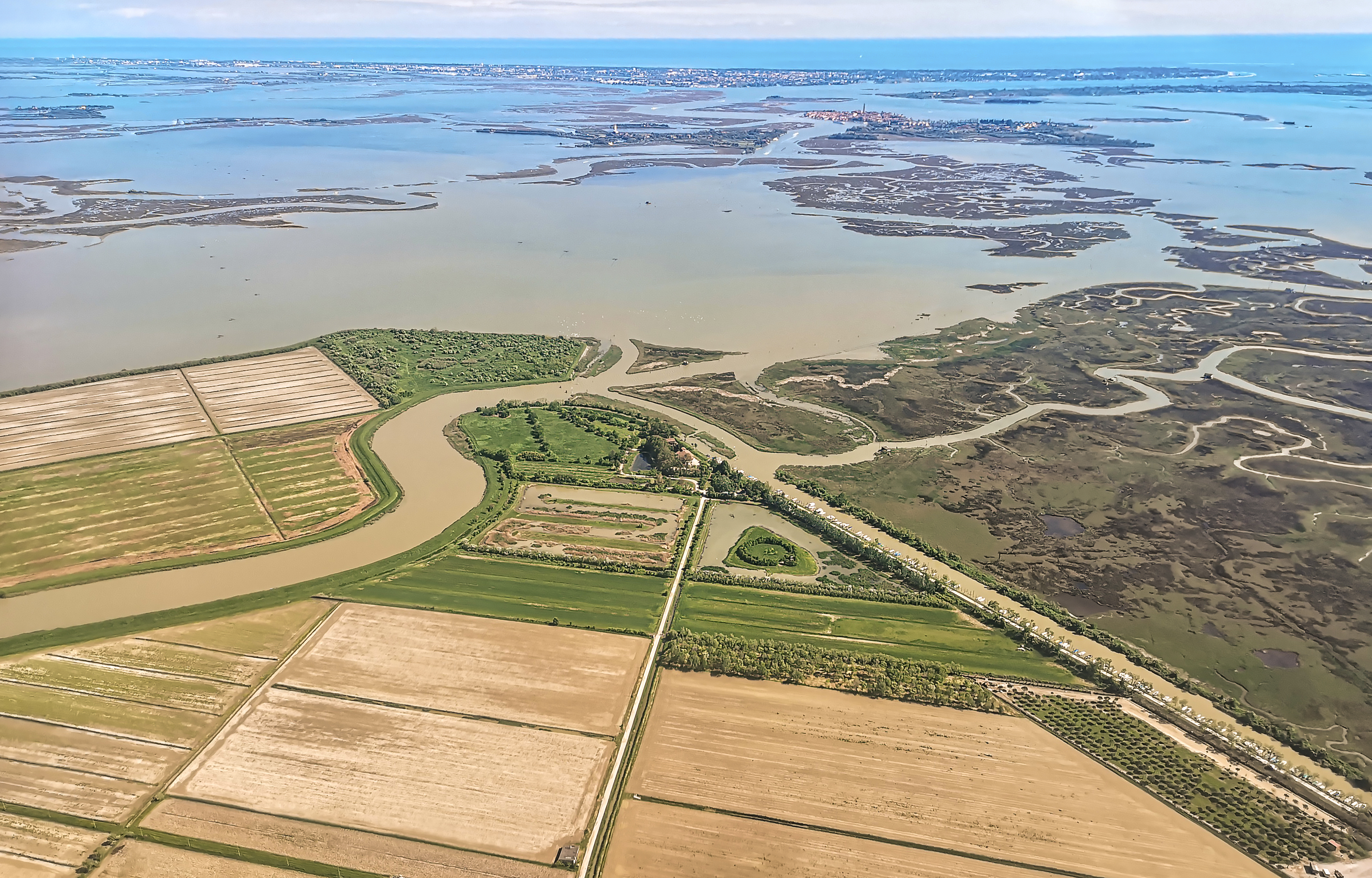
Die Lagune von Venedig zwischen Santa Cristina und Torcello in der oberen Bildmitte mit den Nachbarinseln Sant’Ariano und La Cura sowie der Mündung des Flusses Dese

Santa Cristina ist 880 Meter lang und bis zu 420 Meter breit, sowie 14 Hektar groß (genau 136.229 m²) und erreicht eine maximale Höhe von zwei Metern. Zur Volkszählung 2001 war sie unbewohnt.
Die Insel gehört zum Stadtbezirk Municipalità Venezia-Murano-Burano, vormals Burano-Mazzorbo-Torcello.

## Geschichte
Archäologische Untersuchungen förderten römische Artefakte zu Tage, ebenso wie frühmittelalterliche. So ließ sich ein 2002 untersuchter Brunnen mit einem Durchmesser von 1,5 m in der Palude nördlich der Insel anhand zweier C14-Datierungen in die Zeit von 350 bis 530, bzw. 430 bis 600 datieren. Auch fanden sich dort Fragmente römischer Keramik. Ein weiterer Brunnen ähnlicher Zeitstellung fand sich 20 m südlich. Westlich davon entdeckten die Ausgräber eine Struktur von 110 mal 50 m, geteilt durch eine innere Mauer, so dass zwei annähernd quadratische, gleich große Flächen entstanden. Die äußere Mauer, die von West nach Ost verläuft, ist 1,5 bis 2 m hoch und besteht aus Steinblöcken, die 1,4 mal 0,5 m und 1,2 mal 0,3 m messen. Eine weitere Mauer, die wohl einen Teil des Nordrands der Insel bildete, liegt heute unter Wasser. Ähnliche Mauerreste fanden sich im Südosten. Erstere lässt sich auf einer Länge von mehr als 300 m belegen. Schließlich fanden sich auch südlich der Insel zwei derartige Mauerabschnitte mit einer Länge von über 100, bzw. 50 m. Ebenfalls aus der römischen Epoche stammen Amphoren aus Hispanien. Auch fand sich ein Auffangbecken einer Ölmühle für Olivenöl sowie Terra sigillata aus Norditalien.
Angeblich wurde das Kloster von der Familie Fraudana oder Falier Mitte des 7. Jahrhunderts gegründet und dem hl. Markus geweiht. Die Benediktinernonnen, die die Insel seither bewohnten, blieben großteils bis zum Jahre 1340, ehe sie sich auf Murano zurückzogen, wohin sie ihre Reliquien der hl. Cristina mitnahmen. Noch 1205 errichteten die Nonnen ein Kloster. Als Reliquienräuber im März 1252 die Überreste der Heiligen in Konstantinopel aus der Kirche Johannes des Täufers („Prodromo“) raubten, wurden sie durch eine Bulle des Patriarchen von Konstantinopel exkommuniziert. Nur dadurch, so stellte Giuseppe Cappelletti 1860 in seiner Storia ecclesiastica universale fest, wissen wir davon. Außerdem wies Cappeletti die Reliquien der hl. „Cristina di Tiro“ aus Phönizien zu, nicht der von Bolseno – bis heute werden die beiden Heiligen häufig gleichgesetzt, wie noch 1983 im Penguin Dictionary of Saints. Mit der Translation der Reliquien erhielt das Kloster, bald gar die ganze Insel den Namen Santa Cristina.
1340 siedelten die Äbtissin und die Nonnen nach Torcello über. Doch der Rat der XL entschied am 13. Mai 1340, dass die Äbtissin und alle Frauen des Klosters zurückzukehren hätten. Außerdem sollten die Reliquien der Heiligen binnen acht Tagen wieder dorthin zurückgebracht werden. Dies solle feierlich in Begleitung der Häupter der XL und der Räte geschehen. Die Nonnen blieben bis 1452; die letzte, Filippa Condulmer, durfte sich erst nach Genehmigung durch die Serenissima nach Torcello zurückziehen. Die Reliquien der hl. Cristina waren bereits auf ein Dekret Papst Eugens IV. vom 5. Oktober 1435 nach Sant’Antonio di Torcello verbracht worden. Als auch dieses Kloster unter Napoleon aufgegeben werden musste, erfolgte die Translation nach San Francesco della Vigna. Dabei widersprach Giuseppe Cappelletti 1850 der Auffassung Marin Sanudos, wonach die Reliquien bereits 1232 auf Torcello gewesen sein sollten.
Auch im 16. Jahrhundert war die Insel offenbar nicht gänzlich unbewohnt. So erscheinen 1572 auf den Karten von Bartolomeo Fontello und 1573 von Cristoforo Sabbadino drei Häusergruppen unter den Namen „Santa Cristina“, „San Marco“ und „Sant’Anzolo“.
Die Insel blieb danach über mehrere Jahrhunderte beinahe unbewohnt, erst in der zweiten Hälfte des 20. Jahrhunderts fand sich ein Privatmann aus der Tiroler Industriellenfamilie Swarovski, der dem langsamen Verfall der Insel Einhalt gebot. Besitzer der Insel wurden René Deutsch und seine Frau Sandra, dessen Mutter Gernot Langes-Swarovski geheiratet hatte.
Durch umfangreiche Eindämmungen und Uferbefestigungen wurden Gemüsefelder, Gärten und nicht zuletzt auch die Valli da pesca geschaffen. Letztere stellen Bereiche im Wasser dar, die der Fisch- und Muschelzucht dienen. Außerdem wird dort die Weinsorte ammiana angebaut, die in geringen Mengen zirkuliert, jedoch nicht auf dem Markt erhältlich ist. Ihr Name erinnert an die im Spätmittelalter untergegangene Lagunenstadt Ammiana. Kultiviert werden seit 2008 auch Oliven (erste Ernte 2018) sowie Rebsorten Cabernet Sauvignon und Merlot. Seit 2017 wird Venusa, der Wein der Insel von der Familie Bisol gekeltert, Winzer und Besitzer des Restaurants Venissa auf Mazzorbo. In Zusammenarbeit mit der Universität Ca’Foscari in Venedig wurde die seit der Jahrtausendwende inaktive Fischzucht wieder aufgenommen.